# Ратов, Пётр Филиппович
Пётр Филиппович Ратов (29 августа 1897 года, дер. Чириково, Уржумский уезд, Вятская губерния — 31 января 1970 года, Москва) — советский военный деятель, генерал-майор (17 ноября 1942 года).

## Начальная биография
Пётр Филиппович Ратов родился 29 августа 1897 года в деревне Чириково Уржумского уезда Вятской губернии в крестьянской семье.
После окончания Уржумского приходского училища с 1909 года работал официантом на пароходе общества «Русь» на Волге, а затем грузчиком в артели грузчиков-крючников.

## Военная служба

### Первая мировая и гражданская войны
В августе 1916 года призван в ряды Русской императорской армии и направлен в 3-ю батарею в составе 26-го легкомортирного артиллерийского дивизиона, дислоцированного в Алатыре. После окончания учебной команды при 2-м запасном артиллерийском дивизионе в Алатыре П. Ф. Ратов вернулся в 3-ю батарею, которая вскоре была передислоцирована в район Сморгони, после чего принимал участие в боевых действиях на Западном фронте, находясь на должностях бомбардира, командира отделения, младшего и старшего фейерверкера и командира взвода. В январе 1918 года демобилизован.
В марте 1918 года призван в ряды РККА и направлен в Уржумскую роту, откуда переведён в Уржумский уездный военкомат, где служил переписчиком и делопроизводителем мобилизационной части. В 1918 году вступил в ряды комсомола. В декабре того же года назначен на должность правителя дел канцелярии в составе Уржумской комиссии по борьбе с бандитизмом и дезертирством и одновременно председателя комиссии и начальника кавалерийского отряда по борьбе с бандитизмом и дезертирством на территории Уржумского уезда. В мае 1919 года отряд был влит в состав 28-й стрелковой дивизии, а П. Ф. Ратов назначен на должность начальника конных разведчиков, после чего принимал участие в боевых действиях в районе Елабуги и Сарапула на Восточном фронте.
В октябре 1919 года направлен на учёбу на 2-е Казанские кавалерийские курсы, после окончания которых в феврале 1920 года назначен на должность командира эскадрона в составе 2-й отдельной Кубанской кавалерийской бригады (Запасная Армия Республики), дислоцированной в Казани и в июне передислоцированной на Западный фронт. В составе бригады П. Ф. Ратов, находясь на должностях командира эскадрона и адъютанта, в ходе советско-польской войны принимал участие в боевых действиях в районе Брест-Литовска, Кобрина и Пинска, осенью — против войск под командованием С. В. Петлюры на территории Винницкого и Летичевского уездов, а затем — против вооружённых формирований под командованием Н. И. Махно на территории Киевской и Полтавской губерний и формирований под командованием Я. В. Гальчевского, Лыхо и Палия на территории Подольской губернии.

### Межвоенное время
После окончания войны П. Ф. Ратов служил командиром эскадрона в составе 2-й кавалерийской дивизии.
В 1925 году вступил в ряды РКП(б). В феврале того же года назначен на должность помощника начальника штаба 9-го кавалерийского полка червонного казачества, а в ноябре того же года направлен на учёбу на курсы усовершенствования штабных работников в Одессе, после окончания которых в 1926 году вернулся в 9-й кавалерийский полк, в составе которого назначен на должность начальника штаба. В октябре 1929 года переведён в Украинскую кавалерийскую школу имени С. М. Будённого, где назначен на должность командира учебного эскадрона, а в сентябре 1931 года — на должность преподавателя тактики.
В октябре 1932 года направлен на учёбу на основной факультет Военной академии имени М. В. Фрунзе, после окончания которого в мае 1936 года направлен в 7-ю кавалерийскую дивизию, дислоцированную в Минске, где назначен на должность начальника 1-й (оперативной) части штаба, а в июне 1937 года — на должность начальника штаба дивизии.
В ноябре 1937 года направлен на учёбу в Академию Генерального штаба, после окончания которой с августа 1939 года находился в распоряжении Управления спецзаданий ГРУ Генштаба Красной армии и служил главным военным советником армии Синьцзяна в Западном Китае. В 1940 году за успешное выполнение правительственного задания награждён китайским орденом «Золотая Звезда».

### Великая Отечественная война
С началом войны находился на прежней должности.
В апреле 1942 года полковник П. Ф. Ратов вернулся в СССР и назначен на должность начальника 2-го (Информационного) управления ГРУ СССР, а 13 декабря того же года — на должность командира 196-й стрелковой дивизии, которая в январе 1943 года передислоцирована на Ленинградский фронт, после чего занимала оборонительный рубеж Гарры — Усть-Ижора — Усть-Славянка, а в августе принимала участие в боевых действиях в ходе Мгинской наступательной операции, а также в боях за Синявино. В конце декабря 1943 — начале января 1944 года 196-я стрелковая дивизия передислоцирована на Ораниенбаумский плацдарм, после чего принимала участие в боевых действиях в ходе Ленинградско-Новгородской и Красносельско-Ропшинской, Псковско-Островской и Тартуской наступательных операций.
В августе 1944 года генерал-майор П. Ф. Ратов освобождён от должности командира дивизии, зачислен в распоряжение Военного совета 3-го Прибалтийского фронта и вскоре назначен на должность заместителя командира 118-го стрелкового корпуса, ведшего боевые действия в ходе Тартуской и Рижской наступательных операций.
С октября 1944 года находился в распоряжении уполномоченного СНК СССР по делам репатриированных граждан СССР из Германии и оккупированных ею стран и в январе 1945 года направлен за границу как уполномоченный СССР по делам репатриированных граждан СССР из Великобритании, Норвегии и Дании. В период до июля того же года группой офицеров под руководством генерал-майора П. Ф. Ратова было найдено и репатриировано более 15 тысяч граждан СССР, а также обнаружено три лагеря, где содержались советские граждане, но скрытые американцами.

### Послевоенная карьера
В июне 1945 года переведён на эту же должность в Норвегию, откуда было возвращено в СССР более 84 тысяч советских граждан. В феврале 1946 года вернулся в СССР и в период с апреля по сентябрь того же года был советским представителем в Специальном комитете по делам беженцев и перемещённых лиц при Социально-экономическом совете Генеральной ассамблеи и делегатом 5-й сессии ЮНРРА в Швейцарии.
В марте 1947 года назначен на должность начальника Военного института иностранных языков.
Генерал-майор Пётр Филиппович Ратов 6 января 1954 года вышел в отставку.
Занимался общественной деятельностью, избирался депутатом Московского Городского Совета депутатов трудящихся в 1950 и 1953 годах.
Умер 31 января 1970 года в Москве. Похоронен на Введенском кладбище (7 уч.).

## Награды
- Орден Ленина (21.02.1945);
- Три ордена Красного Знамени (20.01.1943, 03.11.1944, 24.06.1948);
- Орден Кутузова 2 степени (21.02.1944);
- Медали.

Иностранные награды:
- китайский орден «Золотая Звезда» (1940)[2];
- Норвежский Орден Святого Олафа (командор).[источник не указан 1069 дней]